# Fattoide

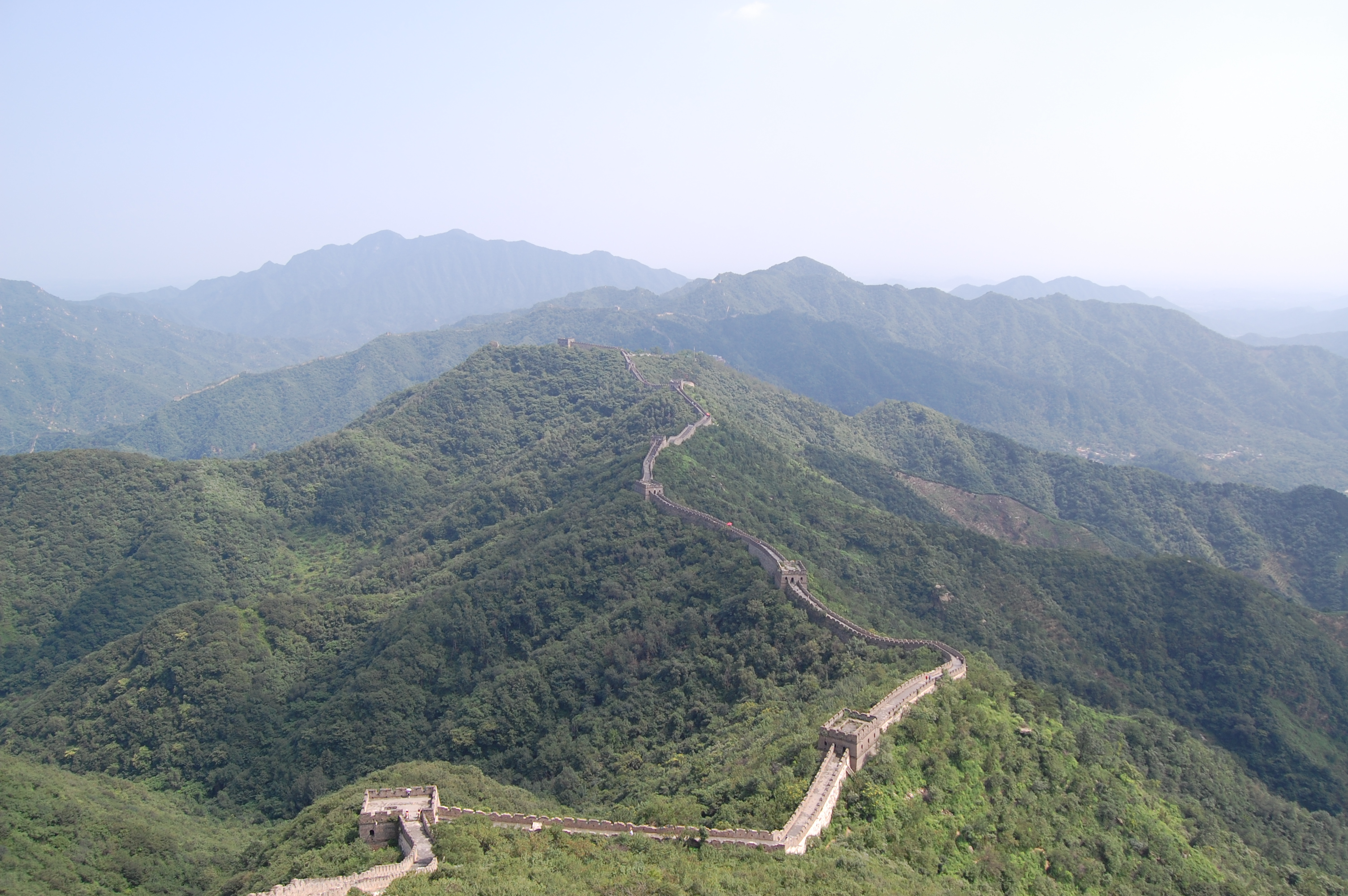
La Grande muraglia cinese: un esempio di "fattoide" è l'erronea opinione di molti circa la sua visibilità dalla Luna a occhio nudo.

Fattoide è la traduzione letterale in italiano della locuzione americana factoid, che indica, in modo generico, un fatto irreale.

## Definizione dell'Oxford English Dictionary
Un factoid è un'affermazione fabbricata, presentata come se fosse un fatto, ma la cui attendibilità non è verificata; il fattoide, a una verifica successiva, si rivela essere un falso privo di alcuna veridicità. La parola compare nel l'Oxford English Dictionary come "qualcosa che viene accettato come un fatto, anche se non può essere vero". Tuttavia, la parola a volte può significare, invece, un frammento di informazione che, anche se vero, è ritenuto insignificante. In entrambe le definizioni, i factoids sono potenzialmente dei fatti, solo che non sono fatti reali.

## Storia
Factoid è stato coniato da Norman Mailer nel 1973 nella sua biografia su Marilyn Monroe. Mailer ha descritto un factoid come "fatto che non esiste prima di apparire in una rivista o un giornale", e ha creato la parola combinando la parola fatto con la desinenza -oide, col significato di "simile, ma non la stessa cosa". Il Washington Times ha descritto la nuova parola di Mailer come "qualcosa che assomiglia a un dato di fatto, che potrebbe essere un dato di fatto, ma in realtà non è un fatto".
Gillo Dorfles, in un libro del 1997, ripubblicato nel 2009, riprende il concetto applicato all'arte e alla società.
Factoids possono dare origine a (o derivare da) idee sbagliate comuni e leggende metropolitane, dette bufale, miti e anche pubblicità ingannevole.

### Articoli giornalistici
- Gillo Dorfles, Viviamo nel mondo dei fattoidi: alterati tempi, modi, cibi, avvenimenti, Corriere della Sera, 12 ottobre 2009, p. 1.
- Gillo Dorfles, L'invasione dei fattoidi, Corriere della Sera, 12 ottobre 2009, pp. 28-29, su archiviostorico.corriere.it.
- Pierluigi Panza, Cattelan, il post-artista ha battuto il mercato, Corriere della Sera, 12 ottobre 2009, p. 29, su archiviostorico.corriere.it.
- Riccardo Chiaberge.La grande invasione dei fattoidi [collegamento interrotto], su riccardochiaberge.blog.ilsole24ore.com.

### Altri collegamenti esterni
- (EN) Cyclopedia of Factoids, su samvak.tripod.com.
- I fattoidi secondo hackerart, su hackerart.org.